# Pussy Riot
Pussy Riot är en feministisk rysk punkgrupp, konstnärskollektiv, aktivistgrupp och performancekollektiv.
Bandet bestod från början av 11 kvinnliga medlemmar i åldrarna 20–33 år. De genomför ofta aktioner med spontanspelningar och genom musiken försöker de belysa frågor om yttrandefrihet och jämställdhet, ofta med en tydlig kritik mot Rysslands president Vladimir Putin.

## Fängelsestraff för huliganism
Sommaren 2012 dömdes tre av medlemmarna till två års fängelse för huliganism efter att utan kyrkans medgivande ha genomfört ett regimkritiskt performance framför ett altare i Kristus Frälsarens katedral i Moskva i februari. Domaren menade att de drivits av hat och fientlighet mot troende samt att deras framträdande varit blasfemiskt. Spelningen i Frälsarkatedralen var enligt bandet själva ett försök att visa kopplingen mellan Putin och ledarna i den rysk-ortodoxa kyrkan.
Fallet väckte internationell uppmärksamhet och många kulturarbetare, såväl ryska som internationella, ställde sig på Pussy Riots sida och menade att åtalet strider mot yttrandefriheten. Bland de mer namnkunniga artister som uttalade sitt stöd för Pussy Riot fanns Paul McCartney, Björk, Madonna och Red Hot Chili Peppers.
2018 stormade de planen under den pågående VM-finalen i fotboll mellan Frankrike och Kroatien. Matchen spelades i Moskva.
2019 fick två medlemmar i Pussy Riot politisk asyl i Sverige.